# Regiunea Iringa
Iringa este o regiune a Tanzaniei a cărei capitală este Iringa. Are o populație de 1.618.000 locuitori și o suprafață de 57.000 km2.

## Subdiviziuni
Această regiune este divizată în 7 districte:
- Iringa Rural
- Iringa Urban
- Kilolo
- Ludewa
- Makete
- Mufindi
- Njombe